# Krzysztof Penderecki: Concerto doppio per violino, viola (violoncello) e orchestra, Concerto per pianoforte ed orchestra, Concertino per tromba e orchestra
Krzysztof Penderecki: Concerto doppio per violino, viola (violoncello) e orchestra, Concerto per pianoforte ed orchestra, Concertino per tromba e orchestra – album muzyki współczesnej Krzysztofa Pendereckiego skomponowanej w latach 2001-2015, wydany w 7 marca 2017 przez DUX Recording Producers (nr kat. DUX 1345). To następna płyta z cyklu nagrań koncertów Pendereckiego pod batutą samego kompozytora. Płyta uzyskała nominację do Fryderyka 2018 w kategorii Album Roku - Muzyka Współczesna.

## Wykonawcy
- Polska Orkiestra Sinfonia Iuventus
- Krzysztof Penderecki - dyrygent
- Maciej Tworek - dyrygent
- Aleksander Kobus - trąbka
- Jakub Haufa - skrzypce
- Marcel Markowski - wiolonczela
- Szymon Nehring - fortepian

## Lista utworów

### Concerto doppio per violino, viola (violoncello) e orchestra (2012)
- 1. Concerto doppio per violino, viola (violoncello) e orchestra [21:04]

### Concerto per pianoforte ed orchestra Resurrection (2001-2002, rev. 2007)
- 2. Allegro molto sostenuto [5:02]
- 3. Adagio [5:49]
- 4. Allegro moderato molto [1:02]
- 5. Adagio [6:11]
- 6. Allegretto capriccioso [2:07]
- 7. Grave [4:38]
- 8. Allegro sostenuto molto [3:56]
- 9. Andante maestoso [4:38]
- 10. Allegro molto sostenuto (tempo dell’inizio) [2:09]
- 11. Adagio [5:44]

### Concertino per tromba e orchestra (2015)
- 12. Andante [5:08]
- 13. Larghetto [2:42]
- 14. Intermezzo [1:13]
- 15. Vivo ma non troppo [2:34]

## Nagrody
Płyta, w wyniku błędu formalnego, uzyskała nominację już do nagrody Fryderyk 2017 w kategorii Album Roku Muzyka Współczesna. Po rewizji daty wydania albumu to zgłoszenie wycofano, a nominację przyznano wydawnictwu Atom Accordion Quintet, czyli albumowi, który zajął następne miejsce według liczby otrzymanych punktów w głosowaniu członków Akademii Fonograficznej w I turze ówczesnego głosowania.